# Enareté
Enareté (řecky Ἐνάρετη, latinsky Enarete) byla v řecké mytologii dcerou Déimachovou, stala se manželkou thessalského krále Aiola.
Stala se matkou sedmi synů a pěti dcer, jména dcer nejsou uvedena, synové byli tito: 
- Krétheus založil město Iólkos
- Sísyfos založil Korinth
- Salmóneus založil Salmónu
- Athamás vládl v Orchomenu
- Deión vládl ve Fókidě
- Periérés vládl v Messéně.
- Magnés vládl v Magnésii